# ティソ

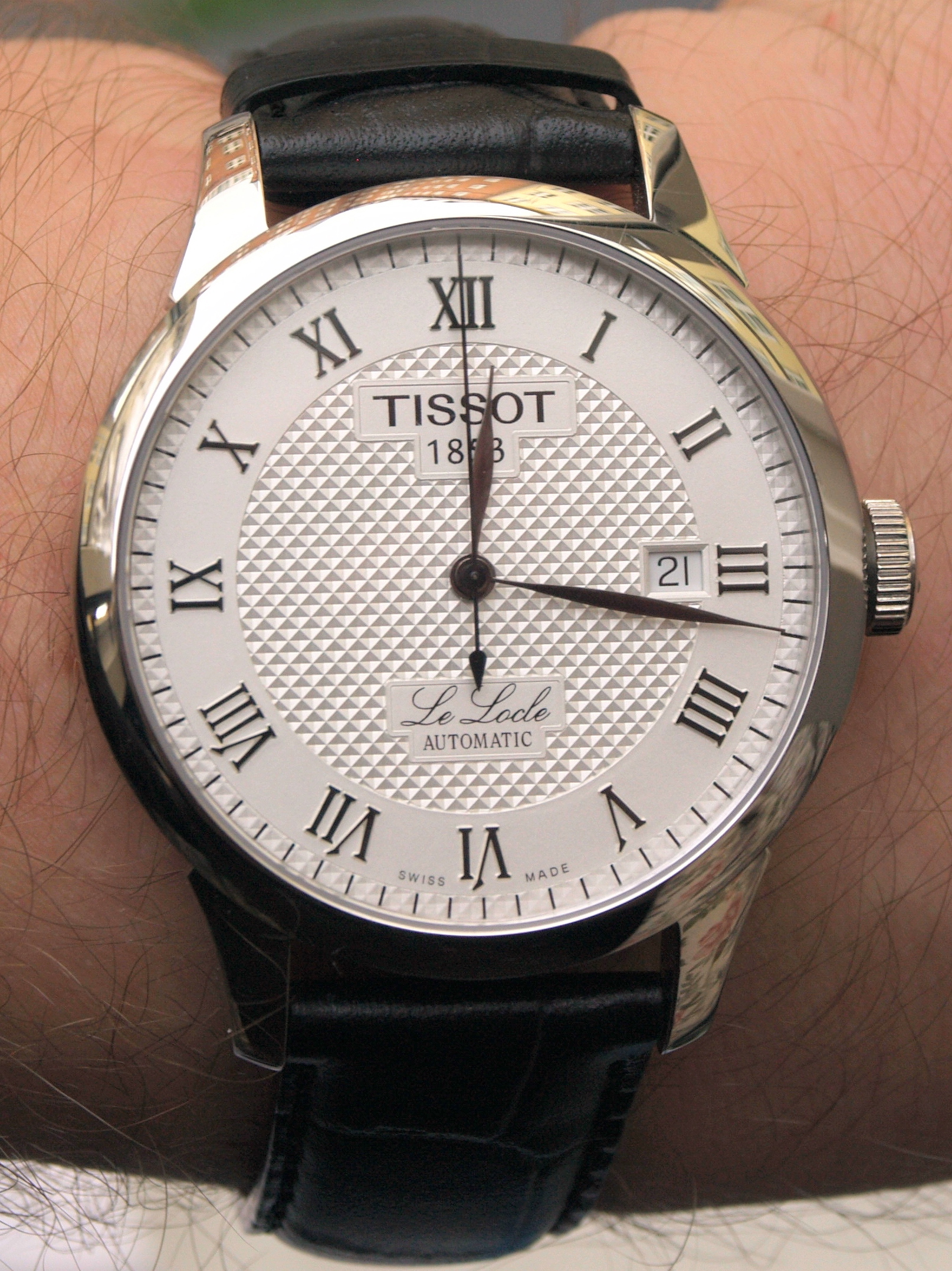
Tissot Le Locle

ティソ（Tissot）は、スイスの時計メーカーである。
1853年にスイス時計の名産地であるヌーシャテル州のル・ロックルでシャルル・ティソ父子（父：シャルル＝フェリシアン・ティソ、Charles-Félicien Tissot 、息子：シャルル＝エミール・ティソ、Charles-Emile Tissot ）により創設された。1985年よりスウォッチ・グループの傘下に入る。
トラディショナルウォッチにおいては世界1位の生産量を誇る企業であり、スイス国旗を自社のロゴマークに取り入れることが許された数少ないブランドのひとつでもある。
同社のスローガンは、"More than a watch, Tissot, Innovators by Tradition, Swiss Watches Since 1853"。

## 概要
ブランド生誕の地の名前を冠する、美しいギョーシェ彫りが特徴のトラディショナルウォッチ、ル・ロックルシリーズが代表作であるが、一方で高度計、方位磁針、温度計、晴雨計などを機能として持ち、タッチスクリーンで機能を切り替えるクロノグラフ（Tタッチ・シリーズ）を発売するなど、最新技術でも知られる。

## 公式計時
NBA、ツール・ド・フランス、MotoGP、SBK、NASCARのほか、UCI、IIHF、FIE、FIBA、ITTFでオフィシャルタイマーになっているほか、2006年と2014年、2018年に開催されたアジア大会、2015年にバクーで開催されたヨーロッパ大会でもオフィシャルタイマーとして認定された。